# Борис Велев
Борис Стефов Велев е български общественик, деец на Вътрешната македонска революционна организация.

## Биография
Роден е на 17 юли 1901 година в Ресен в семейство на потомствени градинари в Цариград. Дядо му Вельо Милошев е виден деец на българската църковна борба. Борис Велев живее в Цариград до края на Първата световна война, след което отива сам в София. Завършва Трета народна гимназия в София в 1922 година и търговско-стопанския отдел на Свободния университет за политически и стопански науки в 1930 година. През същата година започва работа като коректор в редакцията на вестника на Данаил Крапчев „Зора“.
Още като студент е член на Македонското студентско дружество „Вардар“, след което е деец на ВМРО, като подкрепя крилото на Иван Михайлов до забраната на организацията от деветнадесетомайците в 1934 година.
През 1937 година се жени за Иванка Велева и в 1939 година се ражда единственото им дете Стефан.
След Деветосептемврийския преврат в 1944 година Велев единствен от редакцият на „Зора“ е оставен на работа в новосъздадения вестник „Свобода“. На 25 септември 1944 година обаче е изведен от работното си място и изчезва безследно. В 1946 година съдът го обявява за безследно изчезнал.